# Fontana del Nettuno (Bologna)
La fontana del Nettuno è una struttura in onore dell'omonima divinità, situata in piazza del Nettuno a Bologna: in ragione delle dimensioni, è soprannominata al Żigànt ("il Gigante") in dialetto felsineo.
Frutto della collaborazione tra Giambologna e Tommaso Laureti, l'opera fu voluta da Pier Donato Cesi per glorificare il governo pontificio del papa Pio IV e fu terminata nel 1566.

## Storia

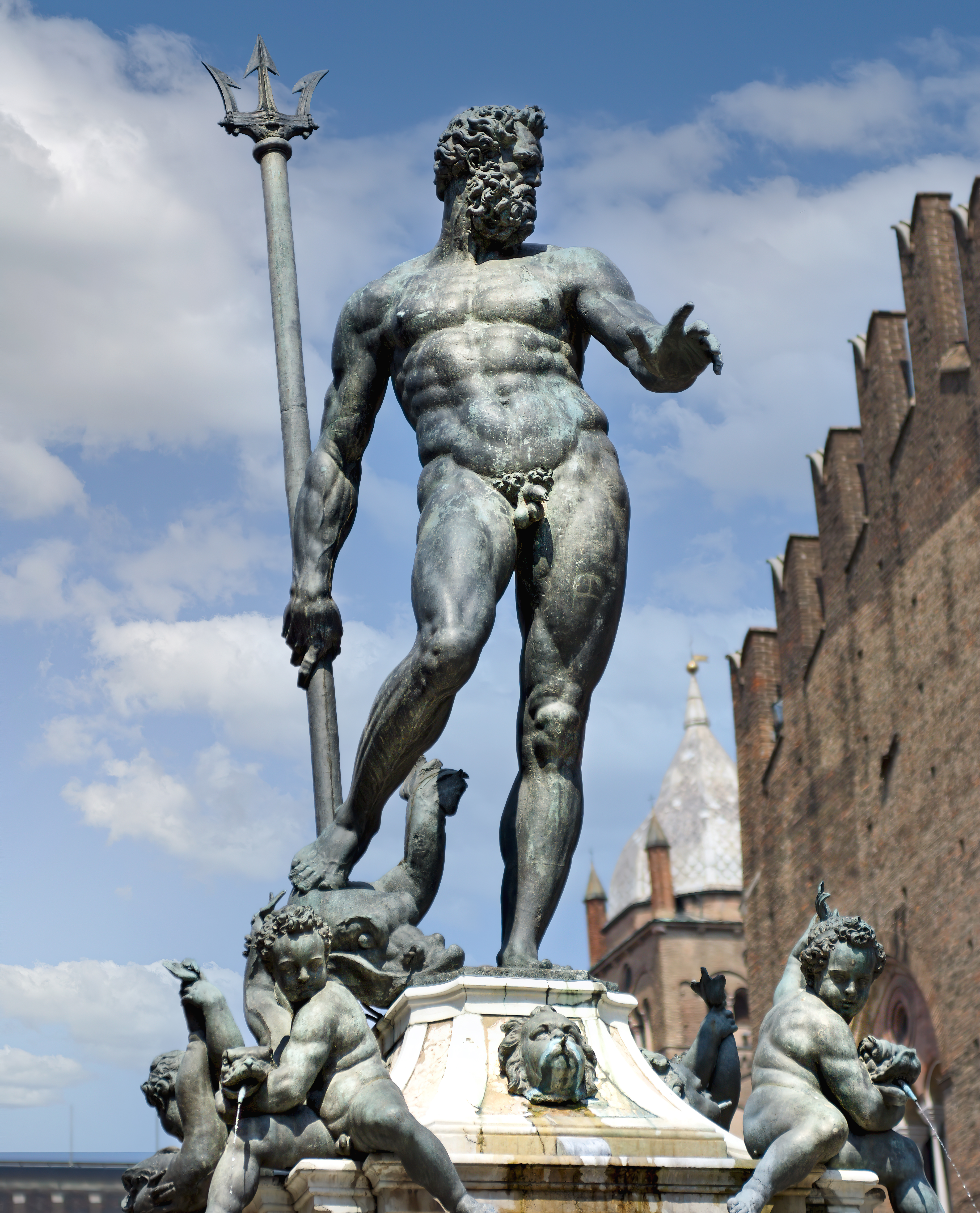

La fontana fu voluta da Pier Donato Cesi, vicelegato pontificio a Bologna, per abbellire la nuova piazza del Nettuno (aperta dopo l'abbattimento di un gran numero di piccole costruzioni) con un'opera che simboleggiasse la munificenza del buon governo pontificio di Pio IV. La commissione venne assegnata il 2 agosto 1563 al fonditore bolognese Zanobio Portigiani, all'architetto palermitano Tommaso Laureti (al quale venne delegata l'esecuzione della struttura architettonica dell'opera) e infine allo scultore fiammingo manierista Giambologna, incaricato di realizzare la statua bronzea del Nettuno e le parti scultoree con una retribuzione di mille scudi d'oro. Il tema del Nettuno, particolarmente in voga nelle fontane del Cinquecento, venne già affrontato dal giovane ma ferrato Giambologna nel concorso per la fontana di piazza della Signoria a Firenze, poi vinto da Bartolomeo Ammannati.

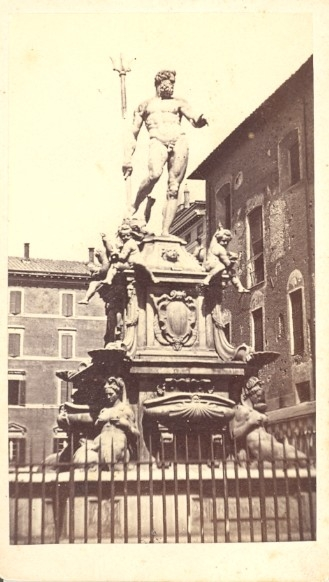
La fontana del Nettuno in una fotografia del 1865 circa; è ancora visibile la balaustra in ferro che sarebbe stata rimossa solo ventitré anni dopo

La fontana, inizialmente alimentata unicamente da un condotto proveniente dalla sorgente denominata fonte Remonda nei pressi della collina San Michele in Bosco, venne portata a compimento nel 1566. Prima che la fontana venisse terminata, nel 1563, venne edificata la Conserva di Valverde per incrementare l'alimentazione d'acqua, diventata insufficiente. Sebbene concepita con fini prettamente ornamentali, la fontana venne prontamente utilizzata dai bolognesi per scopi eminentemente pratici, in ragione dell'iscrizione «Populi Commodo» posta su uno dei lati del basamento. Fu così che la fontana del Nettuno venne presa d'assalto dai venditori di ortaggi della vicina piazza Maggiore, che la utilizzavano per pulire i propri prodotti, e dalle lavandare bolognesi che ivi accorrevano per lavare il proprio bucato. Neanche un provvedimento promulgato il 30 marzo 1588 (che sottoponeva quanti usassero la fontana come lavatoio a «cinquanta staffilate, oltre la perdita di vasi, bugate e ogni altra cosa» o a «tre tratti di corda» in base al sesso) riuscì a dissuadere i bolognesi dai loro propositi.
La situazione precipitò quando la fontana iniziò ad essere utilizzata illegalmente come vespasiano: complice il «grandissimo fetore» dovuto alle illecite minzioni, nel 1604 attorno all'opera venne innalzata un'alta recinzione, che effettivamente riuscì a prevenire atti di vandalismo e di indecenza. La cancellata venne poi rimossa dall'amministrazione comunale solo nel XIX secolo, precisamente nel 1888.

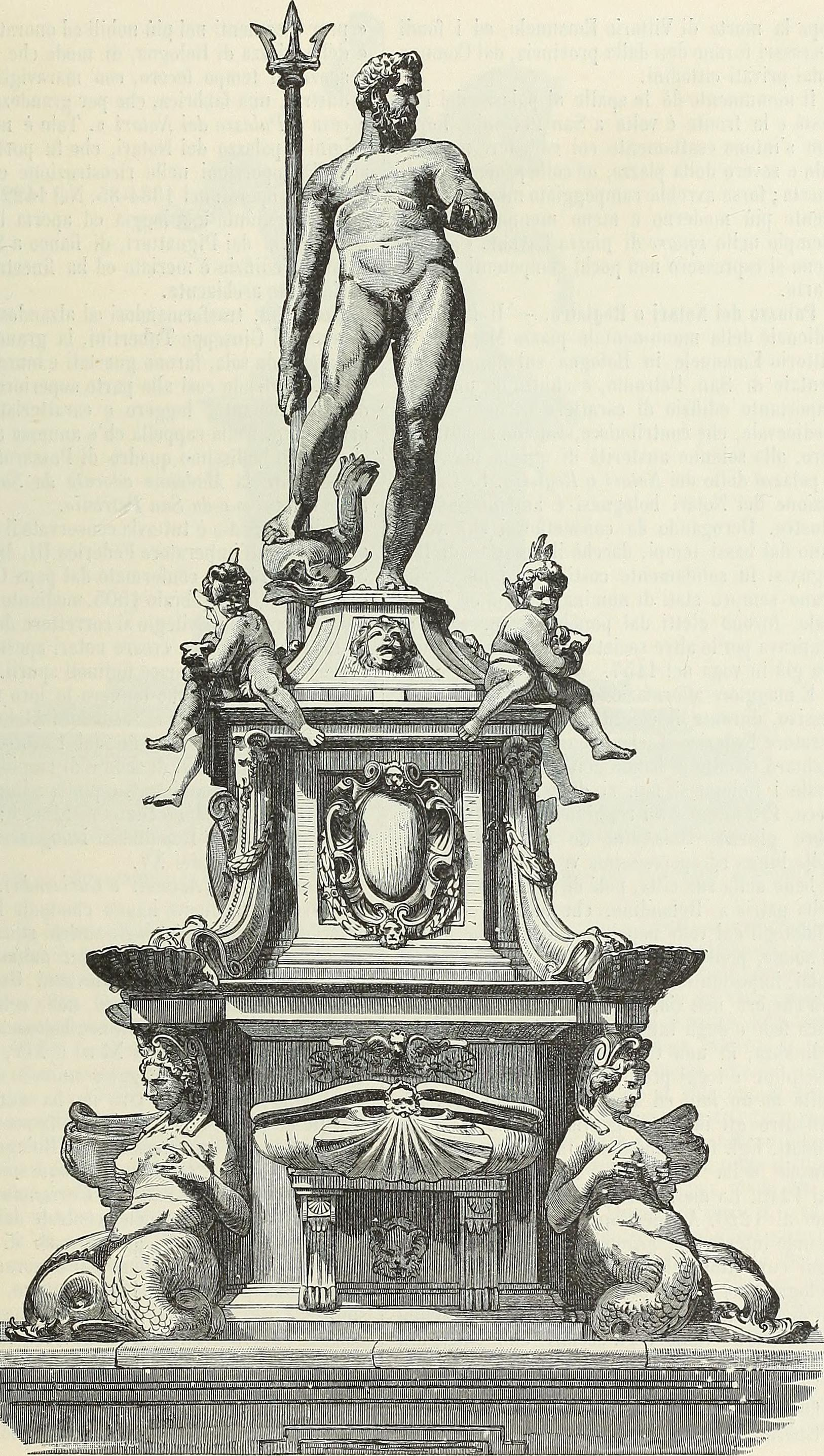
Raffigurazione della fontana del Nettuno eseguita nel 1890

### Restauri
Nel corso della sua storia la fontana del Nettuno è stata sottoposta a numerosi restauri: già nel 1705 il Senato di Bologna iniziò a preoccuparsi del mantenimento dell'efficienza del monumento, malamente compromessa da un'avanzante stato di degrado. Un primo restauro avvenne nel 1708 per mano del custode Carlo Fagottini, che rappezzò le fessure più vistose ed unse la statua del Gigante così da favorire lo scorrimento delle acque meteoriche. Nuove riparazioni furono effettuate nel 1728 dall'architetto comunale Francesco Maria Angelini. Per il primo intervento significativo, tuttavia, bisognerà attendere il 1762, quando il fonditore Rinaldo Gandolfi procedette all'impermeabilizzazione della gamba sinistra del Gigante con una colata di cera fossile e intervenne sulla sua statica aggiungendovi altri ferri interni a supporto di quelli originari, ormai deteriorati. L'inarrestabile deterioramento della fontana e le polemiche scatenatesi sui giornali costrinsero il Comune a promuovere nuovi interventi di pulitura nel 1887, i quali furono però aspramente criticati per i loro metodi eccessivamente invasivi e pertanto sospesi.
Il monumento fu oggetto di ulteriori restauri nel 1907 per mano dello scultore Enrico Barberi, che per la pulitura fece ricorso a martelletti in bronzo zigrinati così da non intaccare la superficie della fontana (già gravemente compromessa). Durante la prima guerra mondiale "il Gigante" venne trasferito presso i magazzini di palazzo d'Accursio. Nel 1935 i fratelli de Stefanis procedettero alla levigatura del monumento con tecniche che suscitarono aspre critiche. Tra il 1943 e il 1945 "il Gigante" fu rimosso dalla fontana a causa dei pericoli legati alla seconda guerra mondiale; prima di essere ricollocato nella sua sede fu sottoposto a un intervento condotto dal fonditore Bruno Bearzi, il quale rimosse le incrostazioni ed eseguì una patinatura per rallentare l'evolversi dei processi corrosivi. Il primo restauro condotto con moderni metodi scientifici ebbe inizio nel febbraio 1988, sotto la supervisione di Giovanni Morigi e Ottorino Nonfarmale, e si protrasse per circa due anni. In quest'occasione la statua del Nettuno venne nuovamente rimossa e ricoverata nel Cortile d’Onore di palazzo d'Accursio, all’interno di una struttura in legno disegnata dallo scultore e scenografo Mario Ceroli nota come la "Casa del Nettuno".
Un'ulteriore opera di restauro ha avuto luogo a partire dal 2016, concludendosi poi nel dicembre 2017.

## Descrizione
La fontana del Nettuno, definita dal critico d'arte Giulio Carlo Argan un «soprammobile da piazza», poggia su una base di tre gradini, al di sopra dei quali è collocata una vasca in macigno locale ricoperto da marmo di Verona. Al centro della vasca, lo zoccolo è fiancheggiato alla base da quattro nereidi che si sorreggono i seni, è decorato con emblemi pontifici, con ornamenti di foggia fantastica e con quattro putti che reggono delfini, in riferimento al Gange, al Nilo, al Rio delle Amazzoni e al Danubio, che simboleggiavano le «quattro parti del mondo», cioè i continenti allora conosciuti. Al centro del piedistallo si erge maestosa la figura serpentiforme del Nettuno del Giambologna, che in esso ha voluto esprimere la tipica teatralità manieristica.
L'altezza della sola statua del Nettuno è di circa 320 cm. Un modello in bronzo della statua di dimensioni ridotte (cm. 78,4), è conservato a Bologna presso il Museo civico medievale.
Il Nettuno, che con grande slancio verticale e simmetria tende la mano sinistra contro il vento, quasi come se volesse placare i flutti, trasmette in realtà un esplicito messaggio di esaltazione dinastica del papa Pio IV, diventando in questo modo un simbolo del potere politico della Chiesa su Bologna: così come Nettuno domina le acque, il Papa domina il mondo. Il dio Nettuno, infatti, rimanda per via simbolica al potere che, sceso dal trono, dispensa ricchezza e fertilità intorno a sé; il riferimento è quindi a un governo munifico ma inviolabile, con lo sguardo dritto e fiero e non rivolto alla piazza (e quindi al volgo).
L'aneddotica bolognese narra di un espediente messo in atto dal Giambologna, che intendeva trovare un modo per realizzare il Nettuno con i genitali più grandi, senza essere scoperto e ammonito dalla Chiesa. Secondo questa leggenda, lo scultore realizzò la statua in modo che, da una particolare angolazione, il pollice della mano tesa del Nettuno sembri spuntare dal basso ventre, così da sembrare il genitale eretto. Questo fatto sembrerebbe confermato dall'esistenza, nella pavimentazione della piazza, di una pietra nera detta «della vergogna», posta ai piedi della scalinata d'ingresso della biblioteca Salaborsa): da quel punto la visione dell'effetto ottico è migliore.

### Iscrizioni
Ai lati della vasca di marmo, quattro iscrizioni in latino illustrano le finalità della fontana:
- Fori Ornamento (fatta per ornare la piazza);
- Aere Publico (fatta con soldi pubblici);
- Populi Commodo (fatta ad uso del popolo);
- MDLXIIII (eseguita nel 1564; la data, in realtà, è errata siccome l'opera fu portata a compimento nel 1566).

Sulla fontana sono incisi anche i nomi dei committenti, riportati in lettere capitali latine nei quattro cartigli posti tra le sirene:
- Pius IIII Pont. Max (Pio IV Pontefice Massimo);
- Petrus Donatus Caesius Gubernator (Pier Donato Cesi, Cardinale Vice Legato);
- Carolus Borromaeus Cardinalis (Carlo Borromeo, Cardinale Legato);
- S.P.Q.B. (Senatus Populusque Bonononiensis, ovvero il Reggimento di Bologna).

## Simbolismo

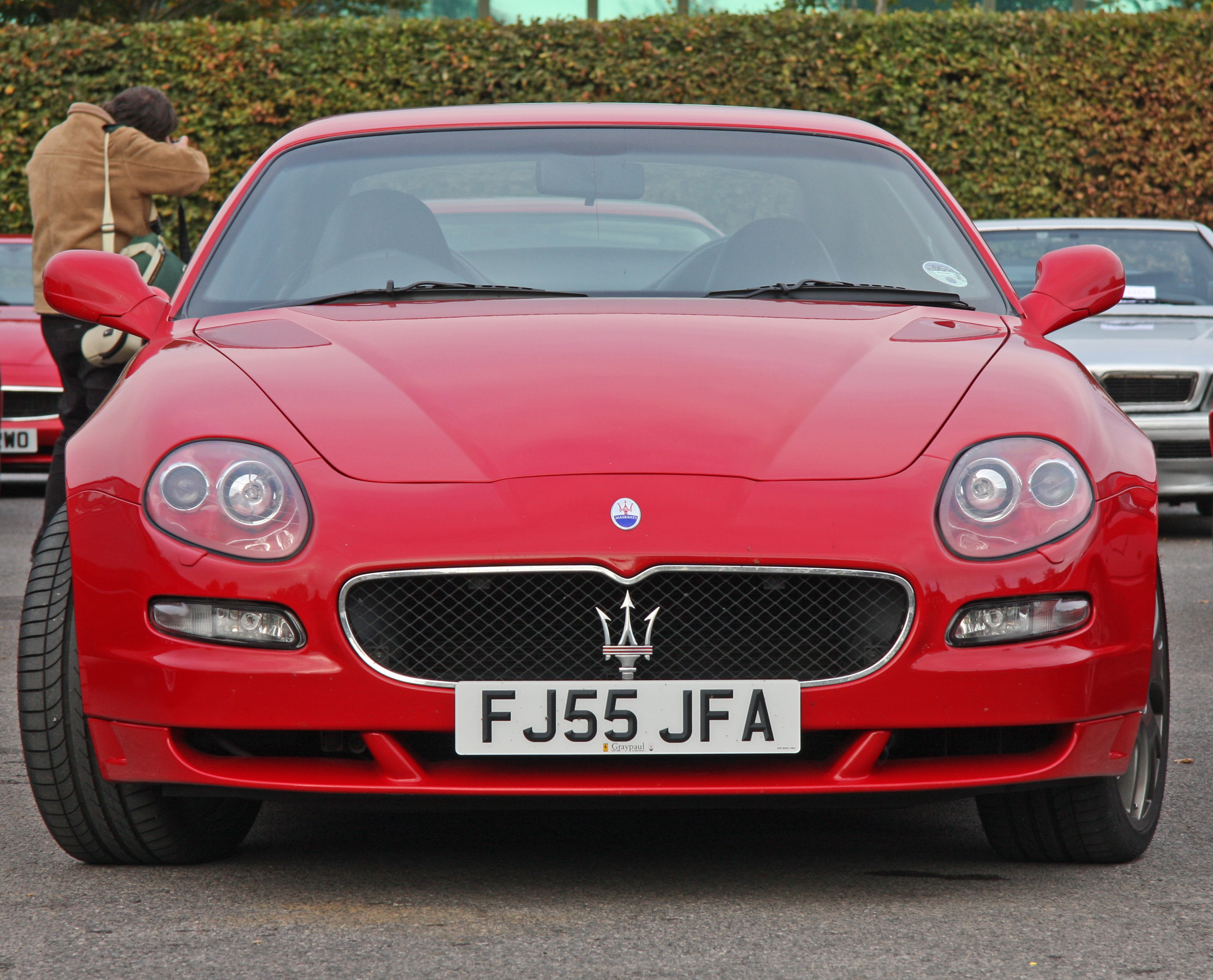
Logo della Maserati che raffigura il tridente del dio Nettuno della omonima fontana

Il tridente della fontana ha ispirato Mario Maserati, unico dei sei fratelli, non in Azienda (Lui Pittore), utilizzato così dai fratelli come stemma per la loro prima vettura, la Maserati Tipo 26, per poi successivamente essere adottato come logo per la loro azienda.

## Copie
Della fontana esistono diverse copie, come quella a Laeken, sobborgo di Bruxelles, voluta nel 1903 dal re del Belgio Leopoldo II, quella a Palos Verdes Estates in California e quella a Batumi in Georgia.
Esiste una copia della statua del Nettuno anche all'ingresso del museo navale Yamato Museum di Hiroshima; un calco in gesso della statua del Giambologna, realizzato nel 1907, è invece custodito all'interno del Museo civico archeologico di Bologna.

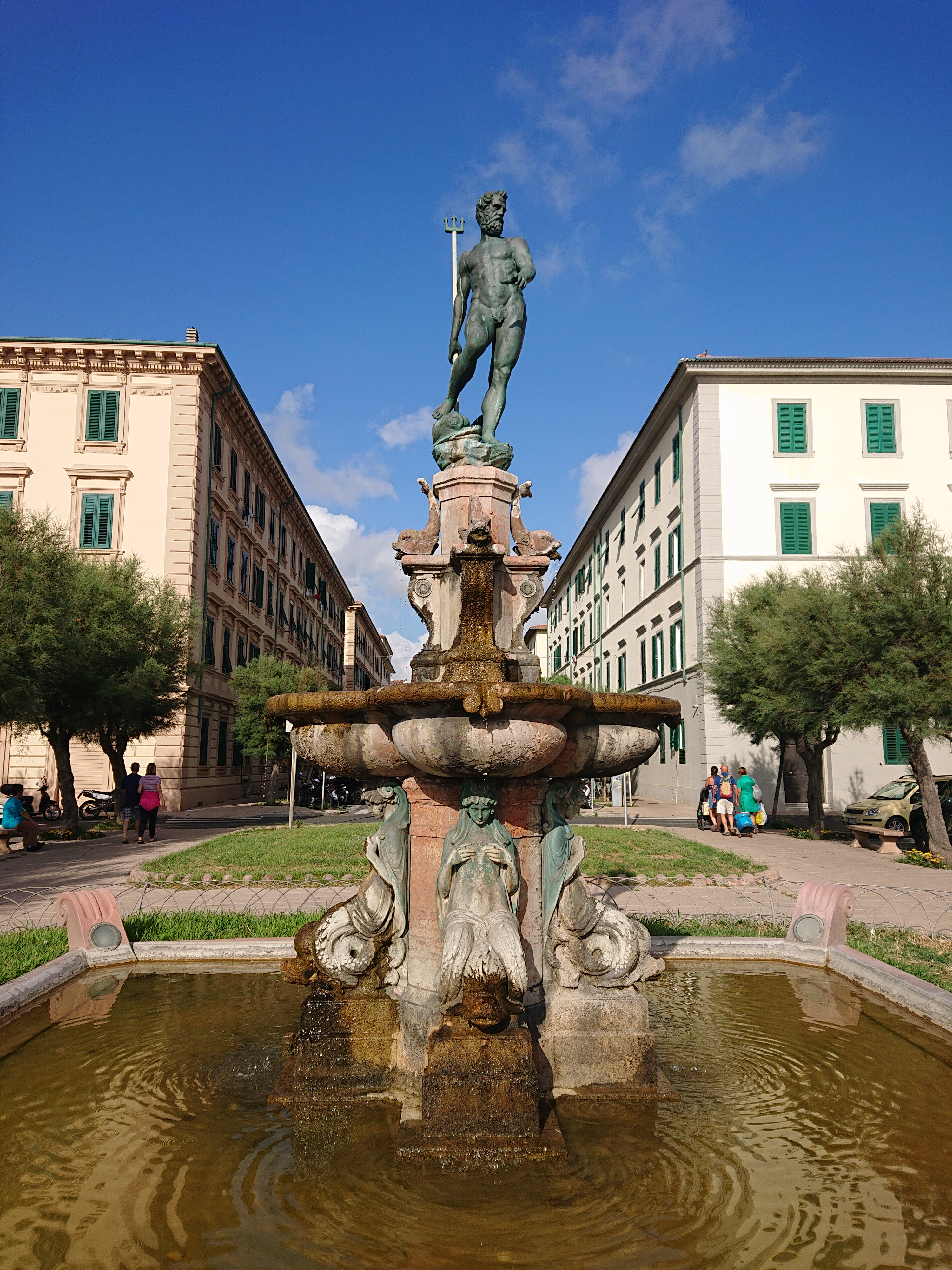
Fontana del Nettuno, piazza Modigliani, Livorno

In Italia, a Livorno in piazza Modigliani si trova una fontana ispirata all’omonima fontana di Bologna, copia in bronzo di dimensioni ridotte di quella bolognese del Giambologna.